# Halo Wars 2
Halo Wars 2 — відеогра жанру стратегії в реальному часі для Windows 10 і Xbox One, розроблена 343 Industries спільно з Creative Assembly і випущена Microsoft Studios 21 лютого 2017 року. Halo Wars 2 є відгалуженням від основної серії Halo і продовженням Halo Wars.

## Ігровий процес

Ворожі війська наближаються до бази та військ ККОН

### Основи
Halo Wars 2 розвиває основи ігрового процесу Halo Wars. Гравець розбудовує військові бази, замовляє війська, вдосконалює їх і проводить бої з ворогом. Як і в Halo Wars, існує обмеження на кількість будівель на базі та наявність лідерів, які надають унікальну підтримку арміям. Керування передбачає передусім використання геймпада, хоча мишка і клавіатура також підтримуються у версії для Windows 10.
Всі війська поділяються на піхоту, наземну техніку та авіацію. Вони займають певну кількість очок населення, максимум яких обмежений. У грі наявні дві протиборчі сторони: люди (ККОН) і «Вигнанці» — залишки колишнього Ковенанту. У гравців є можливість вибирати лідера своїх військ, який визначає глобальні можливості, набір додаткових військ і вдосконалення, дозволяючи обирати різні тактики.
На базі розташовані командний центр, майданчики для будівництва і місця для оборонних турелей. Будівництво, впровадження вдосконалень і замовлення військ відбувається за провіант, що періодично доставляється на базу чи знаходяться на карті. Діяльність зведених будівель вимагає енергії, котра дається електростанціями. Іноді на місцевості знаходяться нейтральні споруди на кшталт бункерів або додаткових джерел ресурсів.
Як і в Halo Wars, у цій грі існує схема переваг/вразливостей одних типів військ над іншими: піхота вразлива для бронетехніки, бронетехніка вразлива для авіації, а авіація вразлива для піхоти. У міру знищення ворогів юніти набирають досвід і стають ветеранами, збільшуючи свої стійкість і силу.

### Ігрові фракції

#### ККОН
Космічне Командування Об'єднаних Націй представлене екіпажем корабля «Дух вогню». Він був пошкоджений у минулих боях, тому низка його систем не функціонує, а деякі війська з попередньої гри недоступні. Його технології загалом застарілі, порівняно з технологіями, яких досягнуло ККОН за минулі роки, але екіпаж розробив власні модифікації наявного озброєння. Також новий ШІ корабля забезпечив «Дух вогню» кількома кресленнями нової військової техніки.
Основні герої: капітан Джеймс Ґреґорі Каттер (прискорення і посилення військ, підкріплення), ШІ Ізабель (ремонт, маскування і пастки, посилення союзників і злам ворогів), професор Еллен Ендерс (вогнева підтримка і керування дронами Предтеч).
Основні війська: Піхотинці, Вогнеметники, Орбітальні шокові десантники (ODST), Снайпери, «Спартанці»; Мотоцикл «Заєць», Автомобіль «Бородавочник», Екзоскелет «Циклоп», Зенітний танк «Росомаха», САУ «Кадьяк», Танк «Грізлі»; Легкий конвертоплан «Шершень», Конвертоплан підтримки «Соловей», Повітряна бойова платформа «Стерв'ятник», Ударний літак «Кондор».

#### «Вигнанці»
Фракція Ковенанту, лідер якої, Атріокс, розчарувався з Пророках через численні битви, де гинули його війська. Атріокс зібрав власне військо, що повстало проти Ковенанту, а по закінченню війни з ККОН дістався до «Ковчега» з метою зібрати там сили для поширення своєї влади. «Вигнанці» користуються модифікаціями озброєння Ковенанту із власним пластинчатим дизайном і технологіями Предтеч, придбаними на чорному ринку. На відміну від Ковенанту, у «Вигнанців» не сталося розколу між панівними видами — брутами та елітами.
Основні герої: Децимус (посилення і мобільність військ), Лет'Волір (мобільність і прискорення військ), Атріокс (посилення союзників, ослаблення ворогів і пастки).
Основні війська: «Рядовики», «Рядовики» камікадзе, Елітні рейнджери, Брути зі стрибковими ранцями, Почесна варта, Воєначальник, Обранець Атріокса; Розвідувальний байк «Привид», Розвідувальний байк «Сікач», Крокуючий дрон «Сарана», Танк «Мародер», Крокуюча ракетна установка «Грабіжник», Танк «Рейф», Крокуюча ракетна установка «Пухироспин», Крокуючий бойовий комплекс «Скарабей»; Штурмовик «Баньші», Літак підтримки «Саван», Інженер.

### Багатокористувацька гра
Гравці мають змогу позмагатися з іншими гравцями або штучним інтелектом у битвах 1 на 1, 2 на 2 чи 3 на 3. Існує низка режимів:
- Смертельний матч (англ. Deathmatch) — гравці починають з нерозбудованими базами, початковими військами і запасом ресурсів. Метою є знищити всі бази противника.
- Панування (англ. Domination) — стартові умови ті самі, виграє той, хто першим набере певну кількість очок, які нараховуються за володіння контрольними вежами.
- Твердині (англ. Strongholds) — всі гравці мають необмежені ресурси, метою є отримати найбільше населення, для чого слід збудувати і утримати до вичерпання часу якомога більше баз.
- Бліц (англ. Blitz) — гравці змагаються за володіння точками на місцевості, той хто контролює дві з трьох, поступово отримує «квитки». Виграє той, хто першим набере 200 «квитків». При цьому гравці не мають баз, всі війська видаються будь-де в зоні видимості за енергію. Енергія отримується трьома шляхами: автоматично з часом, за втрату своїх військ, або за руйнування «енергетичних ядер», що періодично скидаються на території. Набір військ залежить від обраних перед матчем колекційних карток (одночасно дається 4 з обраної колоди, але витративши трохи енергії, вказана картка буде замінена на іншу випадкову). Вони поділяються за застосуванням на картки військ і можливостей, а за силою і рідкісністю на звичайні, незвичайні, епічні та легендарні. Нові картки можливо отримати як нагороду за перемоги та виконання особливих завдань, або придбати за реальні гроші. Якщо гравцеві випадає вже наявна картка, то вона підсилює відповідного юніта чи можливість.
- Перестрілка при Термінусі (англ. Terminus Firefight) — tower defence, де до трьох гравців діють спільно, розбудовуючи бази і розставляючи війська, щоб якомога довше захистити від хвиль ворогів вежу під назвою «Термінус». Доданий у DLC «Awakening the Nightmare»[1][2].

## Сюжет
Основна кампанія. Після того як корабель «Дух вогню» завадив Ковенанту скористатися технологіями Предтеч, схованими в Щитовому світі, він врятував тим самим ККОН, але втратив міжзоряний двигун. «Дух вогню» почав дрейф, а екіпаж занурився в анабіоз. Минає 28 років, настав 2559 рік і штучний інтелект судна Серіна пробуджує капітана Джеймса Каттера. «Дух вогню» через таємниче виниклий портал опинився біля величезної конструкції Предтеч — «Ковчега», де раніше відбувалися події Halo 3. Серіна, термін експлуатації якої давно минув, прощається з капітаном і вимикається, віддаючи командування йому.
Капітан фіксує сигнал лиха з поверхні «Ковчега» і відсилає туди спецпризначенців «Спартанців» на розвідку: Джерома, Еліс і Дугласа. Ті знаходять розгромлену дослідницьку базу ККОН і ШІ Ізабель, яка керувала нею. Ізабель розповідає про перемогу ККОН над Ковенантом і облаштування тут бази. Проте нещодавно на «Ковчег» прибув жорстокий бунтівний воєначальник Ковенанту на ім'я Атріокс. Його армія «Вигнанців» жорстоко винищила тут усіх людей і перервала зв'язок бази із Землею. Базу оточують «Вигнанці», Джером і Дуглас забирають носій з Ізабель і тікають, а Еліс не вдається вибратися із засідки. Каттер заміняє Серіну на Ізабель та приймає рішення зупинити Атріокса.
Першою ціллю армії «Духа вогню» стає командувач Децимус, який збирає для «Вигнанців» ресурси. Сили ККОН саботують видобуток провіанту та енергії. Програвши бій, Децимус тікає, наказавши обстріляти залишки власних військ. На полі бою Ізабель знаходить вказівку на «Картограф» — сховище відомостей про основні системи «Ковчега». Вчена Еллен Ендерс очолює місію з вивчення «Картографа». Несподівано на зв'язок виходить Еліс, яка зібрала полонених бійців ККОН і доставляє їх на «Дух вогню». Еллен виявляє, що Децимус пробудив дронів Предтеч, які тепер намагаються захистити важливі системи «Ковчега» від чужинців. Їй вдається розкрити, що Атріокс захопив контроль над мережею телепортів, які й дали йому перевагу. Очоливши армію вцілілих, вона вимикає телепорти, після чого знищує Децимуса.
«Дух вогню» сходиться в космічному бою з кораблем «Вигнанців» — «Тривалим вироком». Судно не має боєзапасів для тривалого бою, але Ендерс виявляє, що «Ковчег» автоматично будує Гало, котре невдовзі буде відправлено крізь портал до місця встановлення. Об'єднавшись з Ізабель, Еллен  оброняє наземну гармату Предтеч, яка своїм пострілом позбавляє «Тривалий вирок» силового щита і знерухомлює його. Джером з носієм Ізабель проникають на його борт і, отримавши доступ до головної гармати, вистрілюють по поверхні «Ковчега». Це провокує дронів атакувати у відповідь, вони зливаються в потік, який розрізає корабель.
Ендерс зупускає Гало, щоб «Дух вогню» повернувся додому. Атріокс кидає залишки «Вигнанців» на захоплення Гало. ККОН поспішає спинити його, захопивши крокуючу бойову платформу «Скарабей», але вороги встигають опинитися на Гало. Коли «Вигнанців» вдається зігнати на обмежену територію, Ендерс використовує систему штучної гравітації Гало, щоб викинути їх у космос. Проте Гало передчасно входить у портал і Ендерс, яка лишилася на поверхні, обіцяє Каттеру повернутися з допомогою. В цей час виявляється, що Атріокс вижив і готує помсту. За якийсь час Гало опиняється в невідомому місці, не долетівши до місця призначення. Ендерс виходить на поверхню і бачить у небі Вартового Предтеч, що поєднує Halo Wars із Halo 5.
Операція «Списолом». Додана в доповненні Operation: Spearbreaker. За місяць по завершенню основної кампанії екіпаж «Духу вогню» виявляє дивну активність «Вигнанців». Послана на розвідку група десантників виявляє маскувальний пристрій. Він приховує місце, де «Вигнанці» готують до старту зореліт Предтеч, щоб покинути «Ковчег». ККОН зривають його заправку, проте їм намагається завадити ворожий командир Колонія. Зрештою Колонія змушений відступити, а зореліт Предтеч ККОН підривають.
«Пробудження кошмару». Додана в доповненні Awakening the Nightmare. Ще за кілька місяців Атріокс наказує командиру Ворідусу зібрати залишки зорельотів, упалих на «Ковчег». Поблизу лежить столиця Ковенанту, що впала 7 років тому (події Halo 3), ізольована захисним полем охоронних систем «Ковчега». Ворідус підмовляє свого товариша Павіума пограбувати столицю та не вірить у його розповіді про паразитів Потопу. Обоє пробиваються до місця падіння та вимикають дронів Предтеч, які охороняли територію. Коли вони посилають війська всередину, Потоп виривається та стрімко поширюється околицями.
Армія «Вигнанців» у паніці відступає, Павіум збирає ресурси для оброни. Він виявляє, що поруч є підземний комплекс, де можна ввімкнути дронів заново. Ворідус спускається туди та вмикає дронів, але цього виявляється недостатньо. Потоп поширюється «Ковчегом» і ним керує істота Протомогильний розум. Ворідус будує турелі, щоб обстріляти Протомогильний розум і змушує його розкрити своє вразливе місце. Величезний дрон прибуває на підмогу та атакує істоту, щоб її можна було розстріляти.
На місце битви прибуває Атріокс і сварить Ворідуса з Павіумом за самовпевненість. Він наказує прибрати сліди того, що обоє накоїли. Тим часом дрони очищують територію, злітаючись до місця падіння.

## Завантажувані доповнення
- Forge Leader Pack — видане 17 лютого 2017 року, додає героя ККОН — лейтенанта Джона Форджа з його унікальними здібностями і військами з попередньої гри[3].
- Kinsano Leader Pack — видане 20 березня 2017 року, додає героя ККОН — лейтенанта Морган Кісано, котра використовує вогнеметні війська і присутня на полі бою особисто в модифікованому «Циклопі»[4].
- Colony Leader Pack — видане 19 квітня 2017 року, додає героя «Вигнанців» — Колонію, зосередженого на біологічних і симбіотичних технологіях[5].
- Sergeant Johnson Leader Pack — видане 22 квітня 2017 року, додає героя ККОН — сержанта Джонсона з Halo 2, який підтримує війська на полі бою, посилюючи їх і ослабляючи ворогів, а також присутній особисто в екзоскелеті[6].
- Icons of War — видане 21 червня 2017 року, додає героїв: Джерома-092 для ККОН, спеціалізованого на автономних багатофункціональних військах, і Арбітра Ріпу Морамі для «Вигнанців», що покладається на сповільнення ворогів і швидкі грубі атаки. Також кожен з героїв може бути придбаний поокремо[7].
- Yapyap the Destroyer Leader Pack — видане 17 липня 2017 року, додає героя «Вигнанців» — Япяпа Руйнівника, що покладається на грубу силу техніки і вибухівки[8].
- Operation: Spearbreaker — видане 25 липня 2017 року, містить 2 додаткові місії, що доповнюють сюжет. Присвячені спробі ККОН завадити Атріоксу заволодіти космічним кораблем Предтеч[9].
- Serina Leader Pack — видане 25 липня 2017 року, додає героя ККОН — ШІ Серіну, котра послуговується кріогенною зброєю[10].
- Awakening the Nightmare — видане 26 вересня 2017 року, додає кампанію за «Вигнанців», а також багатокористувацький режим «Перестрілка на Термінусі» і героїв «Вигнанців» — Павіума і Ворідуса. Високопосадовці Атріокса, Павіум і Ворідус, знаходять впалу на «Ковчег» столицю Ковенанту і попри наказ не чіпати її, входять всередину. В результаті звільняється Потоп і починає поширення «Ковчегом». Павіум з Ворідусом беруться завадити цьому, боячись як з одного боку паразитів Потопу, так і з іншого гніву Атріокса[11].

## Розробка
Ensemble Studios ще до свого закриття почала роботу над продовженням Halo Wars. Планувалося, що там також фігуруватиме «Дух вогню» та розкриватиметься історія Предтеч. Підрозділ 343 Industries, який займався основними іграми серії Halo, шукав партнерів серед інших розробників. Він почав розробку Halo Wars 2 у 2014 році, звернувшись за підтримкою до відомої своїми стратегічними іграми компанії Creative Assembly, яка належить Sega. Команда розробників з Creative Assembly складалася з фахівців, які працювали над Alien: Isolation (2014) та іграми серії Total War. Спершу Creative Assembly орієнтувалася на випуск гри для Windows, але фахівці, що працювали над Alien: Isolation поділилися досвідом для видання гри й на Xbox One.
Креативний директор Алістер Гоуп вважав головним дотримуватися відповідності першоджерелам всесвіту Halo, проте розробники отримали значну свободу в творчості. При розробці було вирішено розвивати ігровий процес Halo Wars, а не наслідувати Total War, як припускалося. Свідомим кроком стало збільшити значення героїв, наділивши їх унікальними ролями на полі бою. Планувалося перехресне грання між власниками версій для Xbox One та Windows, але зрештою від нього довелося відмовитись через складність реалізації. Одним з полем для експериментів став режим «Бліц», створений за зразком режиму «Зона бойових дій» з Halo 5, колекційної карткової гри Hearthstone та ігор жанру MOBA з акцентом на битви без збору ресурсів.
Над саундтреком працювали Ґоріді Гааб, Браян Лі Вайт і Браян Тріфтон під керівництвом Пола Ліпсона. Вайт і Тріфтон уже мали досвід написання музики для Halo: The Master Chief Collection і додатка Halo Channel. Композитори відійшли від традиційного виконання музики Halo, запровадженого Мартіном О'Доннелом, додавши зокрема мідні духові інструменти.

## Оцінки й відгуки
| Агрегатор  | Оцінка                  |
| ---------- | ----------------------- |
| Metacritic | PC: 70/100 XONE: 79/100 |

| Видання        | Оцінка |
| -------------- | ------ |
| GameSpot       | 6/10   |
| GamesRadar+    | [ 24 ] |
| IGN            | 7.0/10 |
| PC Gamer (США) | 65/100 |
| Polygon        | 8/10   |
| USgamer        | [ 28 ] |

Halo Wars 2 зібрала на агрегаторі Metacritic середню оцінку 79 балів зі 100 у версії для Xbox One і 70 зі 100 для Windows.
У рецензії IGN зазначалося: «Halo Wars 2 задовільнить нестачу стратегій в реальному часі та дасть вам посмакувати порцією всесвіту Halo з пристойною історією, але не піде далі. Посередня кампанія, елементи керування, які перешкоджають мікроменеджменту, помітні помилки, і мультиплеєр, що спирається на випадок, обмежують тривалу привабливість, але її швидка яскрава дія розважить на якийсь час».
Game Spot було відзначено легкість освоєння гри, видатний дизайн карт у кампанії, кінематографічні катсцени, але зауважувалися такі недоліки як обмаль можливостей до побудови власне стратегії бою, кампанія без чіткої кульмінації та відсутність гри у сервісі Steam.
Games Radar відгукнулися про гру: «Не беручи до уваги Blitz-режиму, Halo Wars 2 послуговується випробуваною, перевіреною і трохи втомливою формулою RTS, достатньою, але яка не має глибини та оригінальності».